# Hypocrisias jonesi
Hypocrisias jonesi är en fjärilsart som beskrevs av William Schaus 1894. Hypocrisias jonesi ingår i släktet Hypocrisias och familjen björnspinnare. Inga underarter finns listade i Catalogue of Life.